# Victoria Hudson
Victoria Hudson (ur. 28 maja 1996) – austriacka lekkoatletka specjalizująca się w rzucie oszczepem.
Uczestniczka igrzysk olimpijskich w Tokio i Paryżu, podczas których nie awansowała do finału. W 2019 startowała w mistrzostwach świata, zajmując 31. miejsce w eliminacjach. Dwukrotnie uczestniczyła w uniwersjadzie (2017, 2019). Mistrzyni Europy z Rzymu (2024).
Złota medalistka mistrzostw Austrii oraz reprezentantka kraju na drużynowych mistrzostwach Europy.
Rekord życiowy: 67,76 (28 czerwca 2025, Maribor) rekord Austrii.

## Rezultaty
| Rok  | Impreza                                   | Miejsce    | Pozycja              | Wynik |
| ---- | ----------------------------------------- | ---------- | -------------------- | ----- |
| 2013 | Mistrzostwa świata juniorów młodszych     | Donieck    | el. – 30. miejsce    | 44,53 |
| 2015 | Mistrzostwa Europy juniorów               | Eskilstuna | 7. miejsce           | 52,68 |
| 2017 | II liga drużynowych mistrzostw Europy     | Tel Awiw   | 8. miejsce           | 50,84 |
| 2017 | Młodzieżowe mistrzostwa Europy            | Bydgoszcz  | el. – 23. miejsce    | 46,57 |
| 2017 | Uniwersjada                               | Tajpej     | el. – 22. miejsce    | 49,35 |
| 2019 | Puchar Europy w rzutach                   | Šamorín    | 2. miejsce (grupa B) | 59,98 |
| 2019 | Uniwersjada                               | Neapol     | 7. miejsce           | 56,80 |
| 2019 | II liga drużynowych mistrzostw Europy     | Varaždin   | 5. miejsce           | 50,05 |
| 2019 | Mistrzostwa świata                        | Doha       | el. – 31. miejsce    | 52,51 |
| 2021 | Puchar Europy w rzutach                   | Split      | 4. miejsce           | 62,66 |
| 2021 | Igrzyska olimpijskie                      | Tokio      | el. – 21. miejsce    | 58,60 |
| 2022 | Puchar Europy w rzutach                   | Leiria     | 2. miejsce           | 57,64 |
| 2022 | Mistrzostwa świata                        | Eugene     | el. – 23. miejsce    | 54,05 |
| 2022 | Mistrzostwa Europy                        | Monachium  | 10. miejsce          | 56,07 |
| 2023 | III dywizja drużynowych mistrzostw Europy | Chorzów    | 1. miejsce           | 60,27 |
| 2023 | Mistrzostwa świata                        | Budapeszt  | 5. miejsce           | 62,92 |
| 2024 | Mistrzostwa Europy                        | Rzym       | 1. miejsce           | 64,62 |
| 2024 | Igrzyska olimpijskie                      | Paryż      | el. – 20. miejsce    | 59,69 |
| 2025 | II dywizja drużynowych mistrzostw Europy  | Maribor    | 1. miejsce           | 67,76 |